# Flughafen Huahine-Fare

i7
i11
i13
Flughafen Huahine-Fare (IATA-Code: HUH, ICAO-Code: NTTH) ist ein Flughafen auf der Insel Huahine, in Französisch-Polynesien. Der Flughafen liegt vier Kilometer nordöstlich von Fare.